# Grande Prêmio dos Países Baixos de 1964
Resultados do Grande Prêmio dos Países Baixos de Fórmula 1 realizado em Zandvoort à 24 de maio de 1964. Segunda etapa da temporada, foi vencida pelo britânico Jim Clark.

## Classificação da prova
| Pos. | Nº | Piloto                  | Construtor     | Voltas | Tempo/Diferença      | Grid | Pontos |
| ---- | -- | ----------------------- | -------------- | ------ | -------------------- | ---- | ------ |
| 1    | 18 | Jim Clark               | Lotus-Climax   | 80     | 2:07:35.4            | 2    | 9      |
| 2    | 2  | John Surtees            | Ferrari        | 80     | + 53.6               | 4    | 6      |
| 3    | 20 | Peter Arundell          | Lotus-Climax   | 79     | + 1 volta            | 6    | 4      |
| 4    | 6  | Graham Hill             | BRM            | 79     | + 1 volta            | 3    | 3      |
| 5    | 10 | Chris Amon              | Lotus-BRM      | 79     | + 1 volta            | 13   | 2      |
| 6    | 34 | Bob Anderson            | Brabham-Climax | 78     | + 2 voltas           | 11   | 1      |
| 7    | 24 | Bruce McLaren           | Cooper-Climax  | 78     | + 2 voltas           | 5    |        |
| 8    | 22 | Phil Hill               | Cooper-Climax  | 76     | + 4 voltas           | 9    |        |
| 9    | 26 | Jo Bonnier              | Brabham-BRM    | 76     | + 4 voltas           | 12   |        |
| 10   | 32 | Giancarlo Baghetti      | BRM            | 74     | + 6 voltas           | 16   |        |
| 11   | 8  | Richie Ginther          | BRM            | 64     | + 16 voltas          | 8    |        |
| 12   | 12 | Mike Hailwood           | Lotus-BRM      | 57     | Diferencial          | 14   |        |
| 13   | 36 | Jo Siffert              | Brabham-BRM    | 55     | + 25 voltas          | 18   |        |
| Ret  | 14 | Jack Brabham            | Brabham-Climax | 44     | Ignição              | 7    |        |
| Ret  | 16 | Dan Gurney              | Brabham-Climax | 23     | Falha na direção     | 1    |        |
| Ret  | 4  | Lorenzo Bandini         | Ferrari        | 20     | Ignição              | 10   |        |
| Ret  | 28 | Carel Godin de Beaufort | Porsche        | 8      | Motor                | 17   |        |
| DNS  | 30 | Tony Maggs              | BRM            |        | Acidente nos treinos | (15) |        |

## Tabela do campeonato após a corrida
|   | Pos. | Piloto         | Pontos |
| - | ---- | -------------- | ------ |
|   | 1    | Graham Hill    | 12     |
| 2 | 2    | Jim Clark      | 12     |
|   | 3    | Peter Arundell | 8      |
| 2 | 4    | Richie Ginther | 6      |
| 6 | 5    | John Surtees   | 6      |

|   | Pos. | Construtor    | Pontos |
| - | ---- | ------------- | ------ |
| 1 | 1    | Lotus-Climax  | 13     |
| 1 | 2    | BRM           | 12     |
| 3 | 3    | Ferrari       | 6      |
|   | 4    | Lotus-BRM     | 3      |
| 2 | 5    | Cooper-Climax | 2      |

- Nota: Somente as primeiras cinco posições estão listadas. Apenas os seis melhores resultados, dentre pilotos ou equipes, eram computados visando o título. Neste ponto esclarecemos: na tabela dos construtores figurava somente o melhor colocado dentre os carros de um time.